# ThinkPad Edge
ThinkPad Edge / E（シンクパッド エッジ / - イー ）シリーズは、レノボのノートパソコン、ThinkPadブランドのシリーズの1つ。

## コンセプト
当初、Edgeシリーズは従来のThinkPad廉価版路線を担ってきたThinkPad SLシリーズよりもさらに低価格な、いわばネットブック版ThinkPadのようなモデルとしてリリースされたが、現在は廉価版としての性格はLENOVOシリーズに座を明け渡している。

しかし、その後Core i3などを搭載した14,15インチモデルが登場し、機種によってはセキュリティチップや指紋センサーがオプションで搭載可能になるなどEdgeシリーズ=ネットブック版ThinkPadとは言えなくなった。

そして、2011年モデルではAMD製プロセッサ搭載のモデルがなくなり、Edgeシリーズは中小企業向けのリーズナブルなモデル、とされるようになった。2013年10月発売のE540からは、EdgeシリーズではなくEシリーズと呼ばれるようになった。AMD製プロセッサー搭載モデルに関しては、2014年9月に設定が復活している。

## 特徴
CPU
ネットブック寄りとなる13インチモデルでは、AMD製であるAthlon NeoシリーズのCPUを搭載していた。2014年発売のE455、E555ではKaveriアーキテクチャーのAMD FX-7500を搭載したモデルも有る（同仕様選択時は、ディスクリートGPUとしてRadeon R7 M265を搭載）。
13インチモデルより後に登場した14,15インチ、11インチモデルではCeleronからCore i5までCPUを選択出来るようになった。また、2011年モデルからは12インチモデルが追加され、Core i7も選択出来るようになるなど、初期の路線とは大きく異なっている。

ポインティングデバイス
ThinkPad伝統のトラックポイントを装備。なお、タッチパッドも搭載されているので、用途による使い分けも可能である。

外装
Edgeシリーズの一番の特徴であり、その他のモデルとの最大の相違点である。
他のシリーズと違い、いわゆる「弁当箱」のような外見ではなく、角が丸い。
モデルによっては天板の色を黒・赤・青から選択でき、天板のつやの有無も選択出来る。
パームレスト（右下）と天板にある「ThinkPad」ロゴの「i」のドットが、電源を入れると赤く光るなどのギミックも特徴。他のThinkPadシリーズでもこのギミックが採用されている機種がある。

OneLink
電源・USBポート・HDMI端子・イーサネットを一つにして、ケーブル一本で簡単に着脱できるようにしたテクノロジー。別売りのThinkPad OneLinkドックやThinkVision LT2223dと接続することで別途USB端子やGigabit Ethernet端子などを個別に差し込む手間を省ける。2013年に発売されたThinkPad E440/E540から搭載された。2014年現在、E440/540以降のEシリーズ、新しいX1 Carbon、YOGAに採用されている。